# Грэм, Тревор
Тревор Грэм (англ. Trevor Graham; род. 20 августа 1963) — американский легкоатлет, бывший спринтер и тренер по лёгкой атлетике ямайского происхождения.

## Биография
Окончил Университет Святого Августина по специальности «управление бизнесом».
Участник летних Олимпийских игр 1988 года в Сеуле (Южная Корея). Его команда завоевала серебряную медаль в эстафете 4×400 метров, при этом Тревор Грэм участвовал в первом раунде и полуфинале, но не в финале.

### Допинговый скандал
Грэм впервые сыграл роль информатора в скандале BALCO (Bay Area Laboratory Co-operative) в июне 2003 года, анонимно отправив шприц, содержащий тетрагидрогестринон, в Антидопинговое агентство Соединенных Штатов. Шприц положил начало расследованию. Многие[кто?] обвиняли его в попытке уничтожить соперников. В конечном итоге расследование вышло обратно на Грэхема, который предстал перед судом по обвинению в даче ложных показаний и в связях с дистрибьюторами стероидов. В мае 2008 года Грэхема признали виновным в уголовном преступлении по одному из трёх пунктов обвинения. Грэм был осуждён по обвинению во лжи следователям, по двум другим пунктам присяжные не смогли прийти к единогласному соглашению. Грэм был приговорён к одному году домашнего ареста.